# Geranomyia subrecisa
Geranomyia subrecisa là một loài ruồi trong họ Limoniidae. Chúng phân bố ở vùng Tân nhiệt đới.